# 伊都郡
伊都郡（日语：／ Ito gun */?）是位於日本和歌山縣東北部的郡。
現在轄有以下3町：
- 葛城町
- 九度山町
- 高野町

在1879年實施郡區町村編制法時的轄區還包括現在的橋本市全部地區和紀之川市北部小部分地區。

## 歷史
在令制國時代屬於紀伊國，江戶時代後大致上以紀之川為界，以北成為紀州藩的領地，以南的山區則多成為高野山的領地；19世紀末明治維新後，高野山的區域曾先後隸屬堺縣、五條縣，接著在實施廢藩置縣後，紀州藩領地隸屬和歌山縣，1872年的第一次府縣整併後，才全數都劃入和歌山縣的管轄。
1879年實施郡區町村編製法時，正式的設置了近代的行政區劃「伊都郡」，並在妙寺村（位於現在的葛城町）設置郡役所。

### 沿革

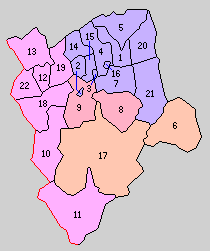
1889年伊都郡轄下的行政區劃：
1.橋本村、2.名倉村、3.端場村、4.山田村、5.紀見村、6.富貴村、7.學文路村、8.河根村、9.九度山村、10.天野村、11.花園村、12.大谷村、13.四鄉村、14.信太村、15.應其村、16.岸上村、17.高野村、18.見好村、19.妙寺村、20.隅田村、21.戀野村、22.笠田村
（紫色：現屬橋本市、桃色：現屬葛城町、紅色：現屬：九度山町、橙色：現屬高野町）

- 1889年4月1日：實施町村制，伊都郡下設：橋本村（日语：橋本町）、名倉村（日语：高野口町）、端場村（日语：端場村）、山田村（日语：山田村 (和歌山県)）、紀見村（日语：紀見村）、富貴村（日语：富貴村 (和歌山県)）、學文路村（日语：学文路村）、河根村（日语：河根村）、九度山村、天野村（日语：天野村）、花園村（日语：花園村 (和歌山県)）、大谷村（日语：大谷村 (和歌山県)）、四鄉村（日语：四郷村 (和歌山県)）、信太村（日语：信太村 (和歌山県)）、應其村（日语：応其村）、岸上村（日语：岸上 (橋本市)）、高野村、見好村（日语：見好村）、妙寺村（日语：妙寺町）、隅田村（日语：隅田村）、戀野村（日语：恋野村）、笠田村（日语：笠田町）。（22村）
- 1894年5月10日：橋本村改制為橋本町（日语：橋本町）。（1町21村）
- 1897年9月1日：實施郡制（日语：郡制）。
- 1910年9月1日：（4町18村）
  - 名倉村改制並改名為高野口町（日语：高野口町）。
  - 九度山村改制為九度山町。
  - 妙寺村改制為妙寺町（日语：妙寺町）。
- 1920年6月1日：笠田村改制為笠田町（日语：笠田町）。（5町17村）
- 1923年4月1日：廢除郡會和郡參事會。
- 1926年7月1日：廢除郡役所，此後郡不再作為行政區劃，只作為地名的表示。
- 1928年11月1日：高野村改制為高野町。[2]（6町16村）
- 1952年1月1日：端場村被併入應其村。（6町15村）
- 1954年8月1日：隅田村和戀野村合併為隅田町。[3]（7町13村）
- 1955年1月1日：橋本町、岸上村、山田村、紀見村、隅田町、學文路村合併為橋本市[3]，並脫離伊都郡的管轄。（5町9村）
- 1955年3月1日：見好村和天野村合併為新設置的見好村（日语：見好村）。[4]（5町8村）
- 1955年3月31日：
  - 大谷村、四鄉村、笠田町合併為伊都町（日语：伊都町）。[4]（5町6村）
  - 九度山町和河根村合併為新設置的九度山町。（5町5村）
- 1955年4月15日：高野口町、應其村和信太村合併為新設置的高野口町（日语：高野口町）。[3]（5町3村）
- 1958年6月1日：富貴村被併入高野町。[2]（5町2村）
- 1958年7月1日：伊都町、妙寺町、見好村合併為葛城町。[4]（4町1村）
- 2005年10月1日：花園村被併入葛城町。[4]（4町）
- 2006年3月1日：高野口町和橋本市合併為新設治的橋本市。[3]（3町）

### 變遷表
| 1889年4月1日 | 1889年 - 1912年                   | 1912年 - 1944年                   | 1945年 - 1954年                   | 1955年 - 1989年              | 1955年 - 1989年              | 1989年 - 現在                | 現在                         |
| ------------ | --------------------------------- | --------------------------------- | --------------------------------- | ---------------------------- | ---------------------------- | ---------------------------- | ---------------------------- |
| 橋本村       | 1894年5月10日 改制為橋本町        | 1894年5月10日 改制為橋本町        | 1894年5月10日 改制為橋本町        | 1955年1月1日 合併為橋本市    | 1955年1月1日 合併為橋本市    | 2006年3月1日 合併為橋本市    | 2006年3月1日 合併為橋本市    |
| 山田村       |                                   |                                   |                                   | 1955年1月1日 合併為橋本市    | 1955年1月1日 合併為橋本市    | 2006年3月1日 合併為橋本市    | 2006年3月1日 合併為橋本市    |
| 紀見村       |                                   |                                   |                                   | 1955年1月1日 合併為橋本市    | 1955年1月1日 合併為橋本市    | 2006年3月1日 合併為橋本市    | 2006年3月1日 合併為橋本市    |
| 學文路村     |                                   |                                   |                                   | 1955年1月1日 合併為橋本市    | 1955年1月1日 合併為橋本市    | 2006年3月1日 合併為橋本市    | 2006年3月1日 合併為橋本市    |
| 岸上村       |                                   |                                   |                                   | 1955年1月1日 合併為橋本市    | 1955年1月1日 合併為橋本市    | 2006年3月1日 合併為橋本市    | 2006年3月1日 合併為橋本市    |
| 隅田村       | 隅田村                            | 隅田村                            | 1954年8月1日 合併為隅田町         | 1955年1月1日 合併為橋本市    | 1955年1月1日 合併為橋本市    | 2006年3月1日 合併為橋本市    | 2006年3月1日 合併為橋本市    |
| 戀野村       |                                   |                                   | 1954年8月1日 合併為隅田町         | 1955年1月1日 合併為橋本市    | 1955年1月1日 合併為橋本市    | 2006年3月1日 合併為橋本市    | 2006年3月1日 合併為橋本市    |
| 名倉村       | 1910年9月1日 改制並改名為高野口町 | 1910年9月1日 改制並改名為高野口町 | 1910年9月1日 改制並改名為高野口町 | 1955年4月15日 合併為高野口町 | 1955年4月15日 合併為高野口町 | 2006年3月1日 合併為橋本市    | 2006年3月1日 合併為橋本市    |
| 信太村       |                                   |                                   |                                   | 1955年4月15日 合併為高野口町 | 1955年4月15日 合併為高野口町 | 2006年3月1日 合併為橋本市    | 2006年3月1日 合併為橋本市    |
| 端場村       | 端場村                            | 端場村                            | 1952年1月1日 併入應其村           | 1955年4月15日 合併為高野口町 | 1955年4月15日 合併為高野口町 | 2006年3月1日 合併為橋本市    | 2006年3月1日 合併為橋本市    |
| 應其村       |                                   |                                   |                                   | 1955年4月15日 合併為高野口町 | 1955年4月15日 合併為高野口町 | 2006年3月1日 合併為橋本市    | 2006年3月1日 合併為橋本市    |
| 河根村       | 河根村                            | 河根村                            | 河根村                            | 1955年3月31日 合併為九度山町 | 1955年3月31日 合併為九度山町 | 1955年3月31日 合併為九度山町 | 1955年3月31日 合併為九度山町 |
| 九度山村     | 1910年9月1日 改制為九度山町       | 1910年9月1日 改制為九度山町       | 1910年9月1日 改制為九度山町       | 1955年3月31日 合併為九度山町 | 1955年3月31日 合併為九度山町 | 1955年3月31日 合併為九度山町 | 1955年3月31日 合併為九度山町 |
| 花園村       | 花園村                            | 花園村                            | 花園村                            | 花園村                       | 花園村                       | 2005年10月1日 併入葛城町     | 葛城町                       |
| 天野村       | 天野村                            | 天野村                            | 天野村                            | 1955年3月1日 合併為見好村    | 1958年7月1日 合併為葛城町    | 1958年7月1日 合併為葛城町    | 葛城町                       |
| 見好村       |                                   |                                   |                                   | 1955年3月1日 合併為見好村    | 1958年7月1日 合併為葛城町    | 1958年7月1日 合併為葛城町    | 葛城町                       |
| 大谷村       | 大谷村                            | 大谷村                            | 大谷村                            | 1955年3月31日 合併為伊都町   | 1958年7月1日 合併為葛城町    | 1958年7月1日 合併為葛城町    | 葛城町                       |
| 四鄉村       |                                   |                                   |                                   | 1955年3月31日 合併為伊都町   | 1958年7月1日 合併為葛城町    | 1958年7月1日 合併為葛城町    | 葛城町                       |
| 笠田村       | 笠田村                            | 1920年6月1日 改制為笠田町         | 1920年6月1日 改制為笠田町         | 1955年3月31日 合併為伊都町   | 1958年7月1日 合併為葛城町    | 1958年7月1日 合併為葛城町    | 葛城町                       |
| 妙寺村       | 1910年9月1日 改制為妙寺町         | 1910年9月1日 改制為妙寺町         | 1910年9月1日 改制為妙寺町         | 1910年9月1日 改制為妙寺町    | 1958年7月1日 合併為葛城町    | 1958年7月1日 合併為葛城町    | 葛城町                       |
| 富貴村       | 富貴村                            | 富貴村                            | 富貴村                            | 1958年6月1日 併入高野町      | 1958年6月1日 併入高野町      | 高野町                       | 高野町                       |
| 高野村       | 高野村                            | 1928年11月1日 改制為高野町        | 1928年11月1日 改制為高野町        | 1928年11月1日 改制為高野町   | 1928年11月1日 改制為高野町   | 高野町                       | 高野町                       |